# Quota 90
Quota 90 era un'espressione - creata da Benito Mussolini - per indicare il progetto di rivalutazione della lira italiana volta a raggiungere il cambio di 90 (prima erano 150) lire per una sterlina inglese.  La proposta fu lanciata durante il Discorso di Pesaro nel 1926 e faceva parte della più ampia Battaglia per la lira.

## Contesto storico
Durante la Prima Guerra Mondiale era collassato il sistema aureo che aveva regolato la parità monetaria fra le diverse valute e gli scambi commerciali dal 1870. Dopo il conflitto, il nuovo sistema internazionale di pagamenti chiamato venne ristabilito, basato sulla sterlina e sul dollaro come monete forti (cioè legate all'oro; le altre valute sono a loro volta legate alla sterlina e al dollaro). Nel 1925, l'Inghilterra, dove prevalevano gli interessi finanziari della City di Londra rispetto a quelli industriali, ed era l'economia meno colpita dalla guerra, rientrò nel sistema ripristinando il tasso di cambio con l'oro che aveva prima della guerra. Fu una scelta deflattiva che danneggiò le produzioni industriali, ma mantenne il prestigio e il ruolo della piazza finanziaria di Londra. Nel 1926, la Francia optò per un tasso di cambio molto più basso, fissando il valore del franco a circa un quinto di quello del 1913, provocando così una svalutazione che avvantaggiò l'industria.
La lira italiana, già malconcia per l'inflazione del dopoguerra, aveva subito alcune svalutazioni dopo il 1924. In luglio la quotazione del dollaro era arrivata a 23 lire, quella della sterlina a 120 lire. Dopo solo undici mesi, nel giugno del 1926, il dollaro era salito a 31,60 lire e la sterlina a 153,68.

## Realizzazione
Nel 1926 l'attenzione del ministro Giuseppe Volpi (che aveva appena sostituito Alberto de' Stefani) si concentrò sui problemi di svalutazione che avevano afflitto la moneta nazionale, deprezzandone il valore di circa il 20% rispetto al periodo antecedente la Grande Guerra. In quel momento il cambio era di 153 lire per una sterlina e l'obiettivo di raggiungere Quota 90, promosso da Mussolini durante il discorso di Pesaro del 18 agosto 1926, sembrò subito azzardato.
(Mussolini durante il discorso di Pesaro del 18 agosto 1926)
Ma dall'opera di risanamento della lira dipendeva l'esito delle trattative avviate con Washington per ottenere prestiti utili al risanamento della situazione finanziaria italiana. La situazione era complicata anche da problemi internazionali: scisso da tempo il cordone ombelicale con la finanza tedesca, si stava esaurendo anche l'apporto degli investitori francesi. Già da qualche anno si erano creati motivi di tensione: da una parte Mussolini temeva che un'intesa con Parigi potesse irritare i britannici e che l'egemonia francese potesse ostacolare i piani di espansione nel Mediterraneo. A loro volta i francesi mostravano molto più interesse a riallacciare i rapporti con l'industria tedesca.
L'uomo chiamato a compimento del progetto e dell'operazione di rivalutazione della lira fu Giuseppe Volpi, che dal 1925 al 1928 fu ministro delle finanze. La politica adottata da Volpi scartò la possibilità di far ricorso ad inasprimenti finanziari, puntando piuttosto sulla riduzione della domanda interna, la restrizione del credito e l'abbassamento dei salari. Il regime voleva evitare di trovarsi nella stessa situazione avutasi in Germania all'indomani del crollo del marco nel 1923. Inoltre il regime intendeva assicurarsi in questo modo i consensi della piccola e media borghesia, che riuscì in effetti a migliorare almeno in parte il proprio potere d'acquisto.
I provvedimenti decisi dal governo operarono per un calo delle importazioni. Venne lanciata la battaglia del grano ed il pane doveva essere d'un tipo unico, con la farina abburattata con un tasso dall'80% all'85%; la benzina doveva essere miscelata con alcool ricavato con gli scarti della viticoltura; la siderurgia doveva impiegare, di preferenza, minerali italiani; i giornali, per risparmiare cellulosa, dovevano diminuire a sei le loro pagine. Assieme alle molte misure economiche vi fu il prestito del Littorio, propagandato con tutti i mezzi. Il risultato fu soddisfacente: 3 miliardi e 150 milioni.

## Risultati e le conseguenze
Alla fine di giugno del 1927 il dollaro arrivò a 18,15 e la sterlina a 88,09: valori che oscilleranno, ma che consentiranno di poter affermare di aver raggiunto "quota 90" (vale a dire una sterlina per 90 lire), indicata da Mussolini come l'obiettivo da perseguire. La riduzione dei salari è sancita, in ottobre dal 10% al 20%. Da alcune parti, tuttavia, si lamenta che la discesa dei prezzi non è così pronta come quella dei salari; tuttavia, la lira ritornò all'interno del Gold Exchange Standard.
Le ripercussioni furono differenti per i vari settori. A subire i colpi più gravi della politica deflattiva furono soprattutto l'edilizia e le piccole imprese produttrici di beni di consumo, mentre continuò la tendenza espansiva nell'ambito della grande industria. Implicazione immediata della rivalutazione della moneta è la riduzione dei prezzi e dei salari, causata dalla scarsa circolazione del denaro che provocò una temporanea stagnazione della produzione. 

### Le reazioni
La stabilizzazione della lira a quota 90 suscitò reazioni contrastanti negli ambienti industriali. La Confindustria si era dichiarata più volte a favore di una stabilizzazione della moneta, ma lo stesso Volpi desiderava un allineamento ad una quota più bassa (100-110 Lire per sterlina), mentre i principali consorzi industriali (ad esempio la FIAT) avrebbero optato per una Lira a quota 120, nel timore che una lira più forte avrebbe potuto danneggiare le esportazioni.
La stampa al riguardo non fu sempre unanime, su Critica fascista:
Scrive, in giugno, il Corriere della Sera: 